# 終宿主
終宿主（しゅうしゅくしゅ、英: definitive host）は、寄生虫の生活環において有性生殖が行われる宿主。これに対する概念として発育あるいは無性生殖のみを行う中間宿主が存在する。一般に中間宿主を必要とする種では仮に中間宿主を介さず、終宿主に侵入したとしてもその生活環は完成しない。例として、日本産肝蛭 Fasciola sp. では、終宿主は牛、羊、豚、ヒトであり、中間宿主はヒメモノアラガイである。トキソプラズマ Toxoplasma gondii では、終宿主はネコ科動物、中間宿主はヒト、豚などであるが、必ずしも中間宿主を必要としない。トリヒナのように終宿主と中間宿主が同じ動物種である例も存在する。正しい中間宿主を通過しても、正しい終宿主に至らなければ成熟できない（待機宿主）。